# 人間社会
人間社会（にんげんしゃかい）とは複数の人間が集まることによって形成されている社会（世間）のことを言う。
人間社会の起源や進化の過程を知るために、類人猿と比較してみることが行われている。類人猿というのも人間と同様に子供というのは父母や兄弟などといった血縁と共に過ごすという集団（群れ）を構成しているものの、類人猿の場合は子供が成長したならば、その子供は父母などといった他の構成員に反発すると共に集団を離脱し、独自の縄張りを形成しているという特徴が見られる。
人間社会というのは親戚関係を元として大規模な形で成り立たせられているわけであるが、これはゴリラ、チンパンジー、ボノボの社会から行われるようになってきたと見られている。これらの動物には、集団内のメスが他の集団に移る形で婚姻関係を持つ特徴が見られる。このことから、複数の集団は親戚関係となり、絆が生まれたり、上下関係が出来上がるということを防ぐという役割を果たしている。
これは人間社会において見られるインセスト・タブーという事柄と同様であり、類人猿の時代から始まったこのことが、人間社会が築き上げられてきた重要な事柄でもあるということである。